# 雷·琼斯
雷蒙德·巴里·「雷」·琼斯（英語：Raymond Barry "Ray" Jones，1988年8月28日—2007年8月25日），已去世的英格兰职业足球运动员，是一名身材高大的黑人前锋。

## 生平
2005-06赛季末，17岁的琼斯首次代表女王公园巡游者足球俱乐部上场参加英冠联赛，共获得两次替补机会。
2006年9月5日，刚刚年满18岁的琼斯代表英格兰19岁以下青年队替补出场，迎战荷蘭青年队，获得一生唯一的国家青年队出赛经验。
2006-07赛季，琼斯成为昆士柏流浪主力球员，共在各项赛事中出赛35场（其中替补18场），一共攻入6球。
2006年11月17日，在对阵当时的联赛领头羊卡迪夫城时，琼斯於88分钟攻入比赛唯一入球，帮助球队1-0客场爆冷。这也是琼斯短暂职业生涯的最亮点。
2007年1月，引起不少俱乐部关注的琼斯与女王公园巡游者续约三年半。

## 车祸去世
2007年8月25日凌晨0点20分左右，琼斯乘坐的一辆黑色大众高尔夫型轿车在伦敦东部东汉姆（East Ham）与一辆双层巴士相撞，车上五人中两人当场死亡（包括琼斯），另外三人中一人送医院后死亡，两人受伤。此时离琼斯19岁生日还有3天。
车祸发生后，女王公园巡游者与伯恩利两队决定将当天预定的联赛改期，以示对琼斯的敬意。伯恩利在原定比赛时间进行了公开训练，将门票收入捐赠给女王公园巡游者选择的慈善机构。而英國首都多間球會亦於賽前呼籲民眾默哀以紀念他英年早逝。